# Иодко, Михаил Николаевич
Михаил Николаевич Иодко (1888 — 1951) — председатель Курганского областного суда (1943).

## Биография
Родился в 1888 году.
В 1916 году вступил в РСДРП(б).
В 1917 году — член, товарищ председателя исполнительного комитета Ново-Деревенского районного совета (Петроград).
С 1920 года служил в органах ВЧК−ОГПУ−НКВД.
Начальник Криворожского уездного отделения ГПУ.
С 1926 года по июль 1928 года — начальник Николаевского окружного отдела ГПУ.
Со 2 июля 1928 года по 5 сентября 1930 года — начальник Зиновьевского окружного отдела ГПУ.
С 17 января 1933 года — в распоряжении ПП ОГПУ Урала.
До марта 1943 года — заместитель председателя Челябинского областного суда.
С 31 марта по 5 декабря 1943 года — председатель Курганского областного суда.
5 декабря 1943 года откомандирован в Москву, в распоряжение Наркомата юстиции РСФСР.
Умер в 1951 году.

## Награды
- Орден Красного Знамени — приказом РВС СССР № 100 от 16 апреля 1924 года.